# 松浦市立福島小学校
松浦市立福島小学校（まつうらしりつ ふくしましょうがっこう、Matsuura City Fukushima Elementary School）は、長崎県松浦市福島町塩浜免にあった公立小学校。略称は「福小」（ふくしょう）。
2016年（平成28年）3月末に松浦市立養源小学校と統合の上、松浦市立福島養源小学校が新設された。

## 概要
歴史
1874年（明治7年）に「塩浜小学校」として創立。2014年（平成26年）には創立140周年を迎えた。
校章
1957年（昭和32年）制定。海の波を図案化したものと桜の花弁の絵を組み合わせたものを背景にして、中央に「福小」の文字（縦書き）を置いている。
校歌
1957年（昭和32年）制定。歌詞は3番まであり、各番に校名の「福島」が登場する。
校区
「長崎県松浦市福島町」の後に「塩浜免、浅谷免、端免、喜内瀬免」が続く地域であった。中学校区は松浦市立福島中学校。

## 沿革
- 1872年（明治5年）- 学制が頒布される。
- 1874年（明治7年）10月22日 - 第五大学区長崎県管下第四中学区松浦郡の小学校として「塩浜小学校」が創立。
  - 福島村423番戸の浦役所跡を校舎とする。
  - 創立当初の生徒数は5名、訓導（教諭）に補坂本荘二1名。
- 1878年（明治11年）
  - 2月23日 - 塩浜免字榎（通称:猫山）に校舎が完成し移転を完了。
  - 4月 - 郡制の施行により、北松浦郡に属することとなる。
- 1884年（明治17年）8月 - 養原[1]小学校を統合し、養原[1]分校とする。
- 1885年（明治18年）11月1日 - 志佐学区の小学校として「公立初等塩浜小学校」に改称。
- 1886年（明治19年）4月10日 - 小学校令の施行により、「簡易塩浜小学校」に改称。養原分校が分離し、簡易養原小学校として独立。
- 1887年（明治20年）2月 - 尋常科（修業年限4年）を設置の上、「尋常福島小学校」に改称。
- 1889年（明治22年）4月1日 - 町村制の施行により、福島村立の小学校となる。
- 1893年（明治26年）1月 - 「福島尋常小学校」に改称（「尋常」の位置を変更する）。
- 1894年（明治27年）5月10日 - 白土に分教場を開設。
- 1898年（明治31年）7月8日 - 養原[1]尋常小学校を統合し、養原[1]分校とする。
- 1901年（明治34年）
  - 4月1日 - 養原[1]分校が分離し、養源尋常小学校として独立（この時、「原」の代わりに「源」が使用されるようになった）。
  - 10月27日 - 新校舎が完成。
- 1902年（明治35年）4月 - 高等科を併置し「福島尋常高等小学校」に改称（尋常科4年・高等科4年）。
- 1904年（明治37年）4月6日 - 白土分教場を喜内瀬免字野頭地番253に移転し、「喜内瀬分教場」に改称。
- 1906年（明治39年）8月28日 - 福島農業補習学校を併設。
- 1907年（明治40年）2月 - 校舎を増築。
- 1908年（明治41年）4月 - 小学校令の改正により義務教育年限（尋常科の修業年限）が4年から6年に延長される（尋常科6年・高等科2年）。
  - 旧高等科1年を尋常科5年、旧高等科2年を尋常科6年、旧高等科3年を高等科1年、旧高等科4年を高等科2年に振り替える。
- 1911年（明治44年）10月22日 - この年以降、10月22日を創立記念日とする。
- 1914年（大正3年）4月 - 炭鉱の発展で児童数が急激に増加。教室が不足し、二部授業を実施して急場をしのぐ。
- 1916年（大正5年）10月 - 校舎を増築し、二部授業を解消。
- 1925年（大正14年）- 校舎を増築。
- 1935年（昭和10年）- 青年学校令の施行により、併設の福島農業補習学校が「福島青年学校」に改称。
- 1941年（昭和16年）
  - この年 - 沖ノ山炭鉱が休止となり、児童数が急激に減少する。これに伴い、日の浦仮校舎を廃止する。
  - 4月1日 - 国民学校令の施行により、「福島国民学校」に改称。尋常科を初等科に改める（初等科6年・高等科2年）。
- 1943年（昭和18年）- 講堂・裁縫室を増築。
- 1947年（昭和22年）4月1日 - 学制改革（六・三制の実施）が行われる。
  - 国民学校の初等科が改組され、「福島村立福島小学校」に改称。喜内瀬分教場を「喜内瀬分校」に改める。
  - 国民学校の高等科と青年学校の普通科が改組され、「福島村立福島中学校福島部[2]」（新制中学校）が発足。小学校に併設される。
- 1948年（昭和23年）10月8日 - PTAが発足。
- 1951年（昭和26年）12月1日 - 町制施行により、「福島町立福島小学校」に改称。
- 1953年（昭和28年）
  - 6月 - 大水害により床上浸水となる。運動場が水没。
  - 10月3日 - 塩浜地区鉱害復旧事業の一環として第一校舎のかさ上げを行う。
- 1955年（昭和30年）
  - 3月8日 - 全校舎のかさ上げを完了。
  - 4月11日 - 福島町立福島中学校の統合[3]新校舎（鉄筋コンクリート造）が完成。
  - 7月4日 - 学校給食を開始。
  - 12月20日 - 完全給食を実施。
- 1957年（昭和32年）11月30日 - 校歌と校旗を制定。
- 1959年（昭和34年）4月 - 児童数が最大の1415名（28学級）を記録する。
- 1960年（昭和35年）3月31日 - 喜内瀬分校を廃止し、本校に統合。

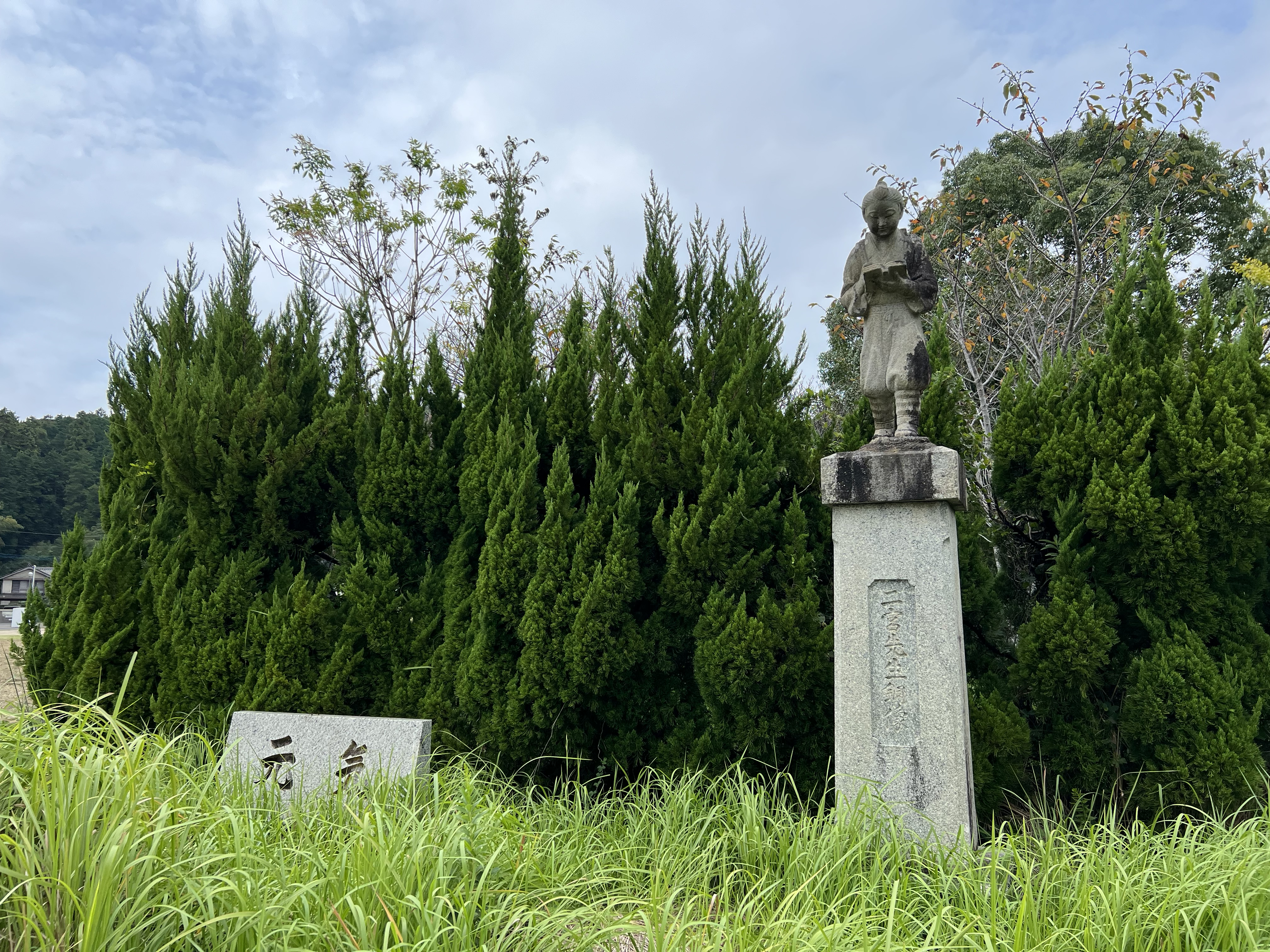
旧・福島小学校跡地に残る記念碑など

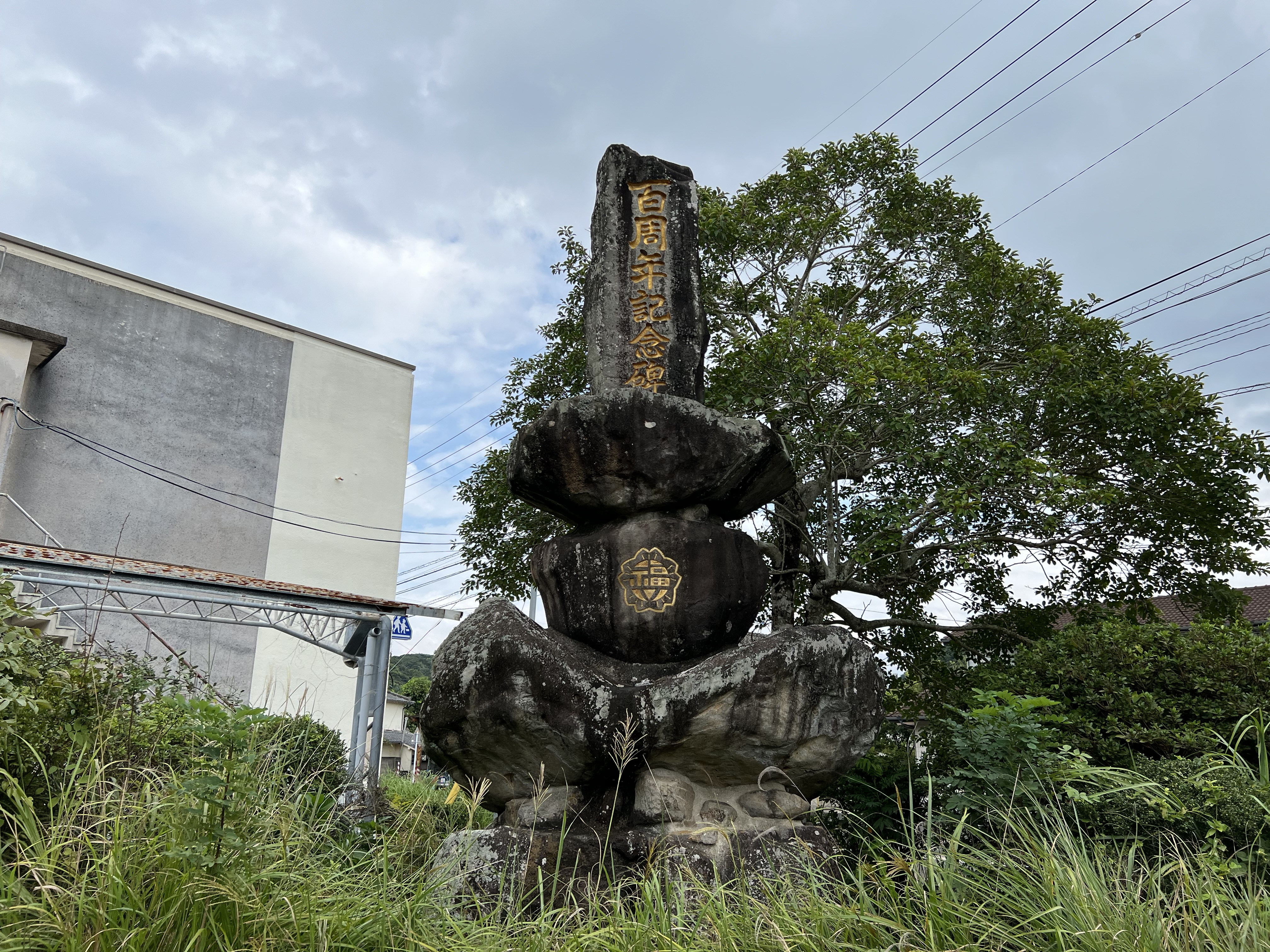
旧・福島小学校跡地に残る創立100周年記念碑

- 1964年（昭和39年）3月31日 - 鉄筋コンクリート造新校舎（第一期工事）が完成。
- 1966年（昭和41年）
  - 4月1日 - 特殊学級を開設。
  - 9月14日 - 新校舎工事（第四期工事）が完了。
- 1968年（昭和43年）7月1日 - 体育館が完成。
- 1972年（昭和47年）9月11日 -中興鉱業の閉山で児童数が激減する。
- 1974年（昭和49年）10月22日 - 創立100周年記念式典を挙行。
- 1978年（昭和53年）7月 - 木造旧校舎3棟を解体。
- 1979年（昭和54年）3月30日 - 給食室が完成。
- 2006年（平成18年）1月1日 - 福島町が松浦市に編入されたことにより「松浦市立福島小学校」に改称。
- 2016年（平成28年）4月1日 - 松浦市立養源小学校との統合により、「松浦市立福島養源小学校」が新設される[4]。

## アクセス
最寄りのバス停
- 西肥自動車（西肥バス） 「福島港」バス停

最寄りの国道・県道
- 長崎県道・佐賀県道103号喜内瀬鍋串辻線

## 周辺
- 松浦市役所福島支所（旧・福島町役場）
- 松浦市立福島中学校
- 松浦警察署福島警察官駐在所
- 福島郵便局
- JAながさき西海福島支所
- 国民健康保険直営松浦市立福島診療所
- 福島町消防センター
- 保健センター

## 関連事項
- 長崎県小学校の廃校一覧
- 福島小学校